# Quanta Plus
Quanta Plus は自由ソフトウェアのウェブ統合開発環境である。このソフトウェアはLinuxデスクトップ環境であるKDEの一部であり、Kdewebdevパッケージ内でリリースされている。

## 機能
Quanta PlusはHTML、XHTML、CSS、PHP などのXMLベースの言語やスクリプト言語に対応している。
QuantaではWYSIWYG設計とハードコードの両方を行える。特色をいくつか挙げると、入力したときのタグ補完、ダイアログインタフェースを通したタグ編集、スクリプト言語の変数の自動補完、プロジェクト管理、ライブのプレビューやPHPデバッガ、CVSサポートや（外部プラグインを通した）Subversionのサポートがある。 Kommander、KImageMapEditor、KXSLDbg、KLinkStatusやKFileReplaceといった他の KdewebdevアプリケーションはQuantaに強く統合されているが、独立して使うこともできる。